# 曾佑光
曾佑光（1963年2月—），湖南怀化人，中华人民共和国政治人物，原中国共产党芷江侗族自治县委员会书记。

## 生平
1963年2月，曾佑光出生在湖南省怀化专区（今怀化市）。1978年8月，曾佑光进入湖南省粮食学校学习，1981年7月毕业后分配至怀化地区怀化县粮食局黄金坳粮站工作，次年进入怀化地区怀化县粮食局。1987年12月加入中国共产党。1990年5月转任怀化地区怀化市委组织部任党员教育管理站站长。1994年3月调任怀化地区怀化市国土局副局长、党组副书记，1996年4月升任局长、党组书记。1998年9月起，曾佑光陆续出任怀化市国土局局长助理、副局长、党组成员、局长、党组副书记。2010年12月兼任中方县委副书记。2011年4月出任芷江侗族自治县委委员、常委、副书记。同年7月升任中共芷江侗族自治县委书记。

### 落马
2019年10月18日，曾佑光涉嫌严重违纪违法接受湖南纪委省监委纪律审查和监察调查。
2020年6月，曾佑光遭到开除党籍开除公职（双开）处分。同月遭到逮捕。8月，曾佑光案件由娄底市人民检察院向娄底市中级人民法院提起公诉。2020年11月24日，娄底市中级人民法院一审公开开庭审理了曾佑光受贿一案。检方指控，2004年至2019年，曾佑光先后利用职务便利，为他人在项目承揽、征地拆迁、资金拨付、土地出让手续办理、拍卖业务承接等方面提供帮助，单独或伙同他人收受陈某红、符某义、杨某刚等15人所送财物折合人民币共计1755.1354万人民币元，其中价值179.5567万元的土地份额未遂。12月10日，娄底市中级人民法院对曾佑光受贿案进行一审公开宣判，判处有期徒刑12年，并处罚金人民币200万元，依法追缴犯罪所得财物，上缴国库。